# Chrabărsko
Chrabărsko (bulgariska: Храбърско) är ett distrikt i Bulgarien.   Det ligger i kommunen Obsjtina Bozjurisjte och regionen Sofijska oblast, i den västra delen av landet, 25 km nordväst om huvudstaden Sofia.